# Charles Auguste Frossard

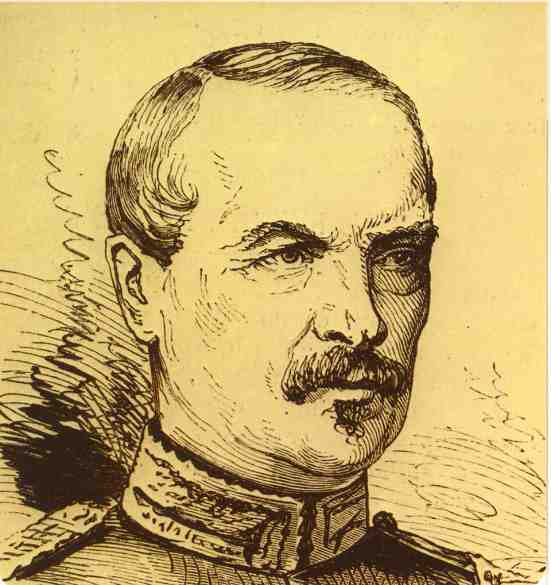

Charles Auguste Frossard (Versailles, 26 aprile 1807 – Châteauvillain, 25 agosto 1875) è stato un generale francese.

## Biografia
Entrò nell'esercito dall'École polytechnique nel 1827, assegnato al corpo del Genio. Prese parte all'assedio di Roma nel 1849 e a quello di Sebastopoli nel 1855, dopo il quale fu promosso a generale di brigata.
Quattro anni dopo, come generale di divisione e capo del Genio nella Seconda guerra d'indipendenza italiana, attrasse l'attenzione di Napoleone III, che lo pose a capo della propria guardia e lo nominò precettore militare del principe.
Fu una delle principali autorità militari che nel periodo 1866-1870 si dedicarono ad analizzare e a preparare l'inevitabile guerra con la Germania imperiale, e allo scoppio della Guerra franco-prussiana gli fu offerta dal sovrano la scelta fra il comando di un corpo d'armata e il posto di comandante del Genio al quartier generale. Scelse il comando del II Corpo d'armata.
Il 6 agosto 1870 tenne le posizioni nel corso della battaglia di Spicheren sino a che l'arrivo dei rinforzi tedeschi e viceversa il ritardo delle altre forze francesi lo costrinsero alla ritirata. Prese poi parte alle battaglie svoltesi nei pressi di Metz, e fu coinvolto col proprio corpo d'armata nella resa dell'armata di Bazaine.
Diede alle stampe nel 1872 un Rapport sur les operations du 2 corps.